# 库斯泰
库斯泰（Kustai），是印度贾坎德邦Dhanbad县的一个城镇。总人口12268（2001年）。

## 人口
该地2001年总人口12268人，其中男性6813人，女性5455人；0—6岁人口1880人，其中男966人，女914人；识字率61.67%，其中男性为71.77%，女性为49.06%。